# Rhamdia itacaiunas
Rhamdia itacaiunas är en fiskart som beskrevs av Silfvergrip, 1996. Rhamdia itacaiunas ingår i släktet Rhamdia och familjen Heptapteridae. Inga underarter finns listade i Catalogue of Life.